# Coscinomancia
Se llama coscinomancia a una especie de adivinación que se hacía por medio de una criba o cedazo. Fue utilizado en la Antigua Grecia, en Europa durante la Edad Media y en el siglo XVII en la Nueva Inglaterra. El término proviene del latín medieval coscinomantia y este del griego antiguo koskinomantis (en griego: κοσκινομάντης), que significa adivinación mediante una criba.
Una de los métodos para practicar la coscinomancia es explicado en detalle en el capítulo xxi del De Occulta Philosophia libri III de Cornelio Agripa en 1533. Otras referencias que explican esta adivinación son el Pantagruel de François Rabelais (1532: III. xxv.); De Praestigiis Daemonum et Incantationibus ac Venificiis de Johann Weyer (1583: xii.); y Technogamia de Barten Holyday (1618: II. iii. ll. 89-146 (G2v)).
La coscinomancia se ejecutaba tomándolo con los dos dedos, con la punta de unas tijeras o suspendiéndolo de un hilo y profiriendo al mismo tiempo algunas palabras. Si al nombrar la persona sospechosa, se movía o temblaba el cedazo puesto en equilibrio, entonces se tenía por culpada. Se hacía uso de esta adivinación supersticiosa para conocer los más ocultos pensamientos del corazón humano y se practicaba todavía en el siglo XIX en algunos pueblos para descubrir al autor de un hurto o para recobrar las cosas perdidas.